# Meža (přítok Unži)
Meža (rusky Межа) je řeka v Kostromské oblasti v Rusku. Je dlouhá 186 km. Povodí řeky má rozlohu 2 630 km².

## Průběh toku
Vzniká soutokem řek Koňug a Mičug, které pramení v Severních úvalech. Teče zalesněnou kopcovitou krajinou. Ústí zleva do Unži (povodí Volhy) na 160 říčním kilometru.

## Vodní režim
Zdrojem vody jsou převážně sněhové srážky. Průměrný průtok vody ve vzdálenosti 39 km od ústí činí 17,9 m³/s. Zamrzá v listopadu a rozmrzá ve druhé polovině dubna.

## Využití
Řeka je splavná pro vodáky.